# Dębczynocultuur

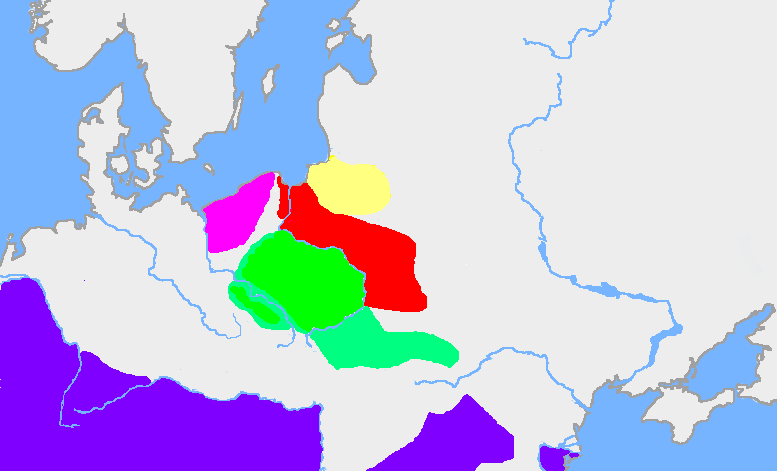
Dębczynocultuur
Wielbarkcultuur (Goten)
Romeinse Rijk
West-Baltische cultuur
Przeworskcultuur

De Dębczynocultuur of Dębczynogroep (Duits: Denziner Gruppe, soms Westpommersche Gruppe) is een archeologische cultuur in West- en Centraal-Pommeren van de laat-Romeinse ijzertijd tot de Grote Volksverhuizing (3e-6e eeuw AD). Het belangrijkste verspreidingsgebied is het kustgebied tussen de Łeba en Beneden-Oder, met een concentratie in het stroomgebied van de Parsęta.
In de tweede helft van de 3e eeuw lag het deel ten oosten van de Parsęta en de Drawa in het invloedsbereik van de met de Goten geassocieerde Wielbarkcultuur. In het westelijk deel bevond zich een nog niet geclassificeerde lokale cultuur als plaatselijke opvolger van de Jastorfcultuur. Ook invloeden van de Gustowcultuur (Gustower Gruppe) in Voor-Pommeren (mogelijk de Rugiërs) zijn zichtbaar. De in het oosten aangrenzende gebieden waren vrijwel onbewoond.
Het verdwijnen van de Wielbarkcultuur aan de Beneden-Weichsel wordt ook in het oostelijke deel van het betreffende gebied weerspiegeld. Ook neemt het aantal begravingen in tegenstelling tot crematies toe. Daarentegen is in het westelijk deel een doorgaande bewoning te zien. 
De 2e helft van de 3e eeuw wordt als het begin van de eigenlijke Dębczynocultuur gezien, met een afname van de voordien zeer enge relaties met het Beneden-Weichselgebied en een sterke toename aan invloed van de Elbegermanen. De cultuur bestond tot het eerste kwartaal van de 6e eeuw, toen het begraven van de doden in grafvelden eindigde.
De Dębczynocultuur zou de archeologische overblijfselen van de door Tacitus genoemde Lemoviërs kunnen vertegenwoordigen, mogelijk identiek aan de Glommas genoemd in de Widsith. Deze worden verondersteld de buren van de Rugiërs geweest te zijn.
Germaanse sagen vermelden een strijd op het eiland Hiddensee tussen koning Hetel (Hethin, Heodin) van de Glommas en koning Hagen van de Rugiërs. De locatie van de Lemoviërs en hun identificatie met de Glommas is echter niet zeker.
Nadat met de Grote Volksverhuizing in de 6e eeuw een groot deel van de Germaanse stammen vertrok, werden deze in de 7e eeuw opgevolgd door een migratie van westelijke Slaven, de Pomoranen.